# پوئرتو ویلیامز
پوئرتو ویلیامز (به اسپانیایی: Puerto Williams) یک شهرک و بندر در شیلی است که در Antártica Chilena Province واقع شده‌است. پوئرتو ویلیامز ۲٬۸۷۴ نفر جمعیت دارد.

## نگارخانه

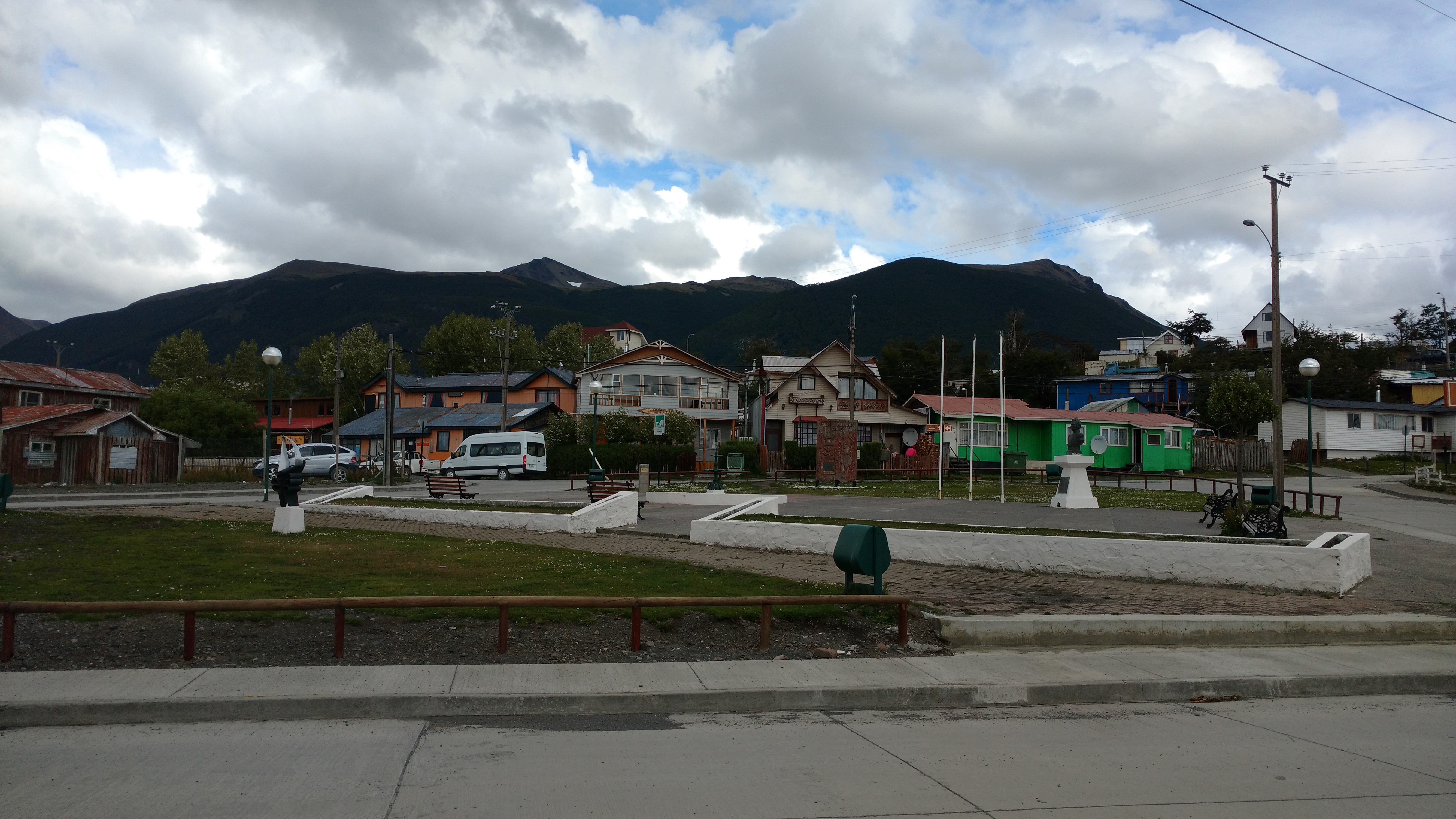
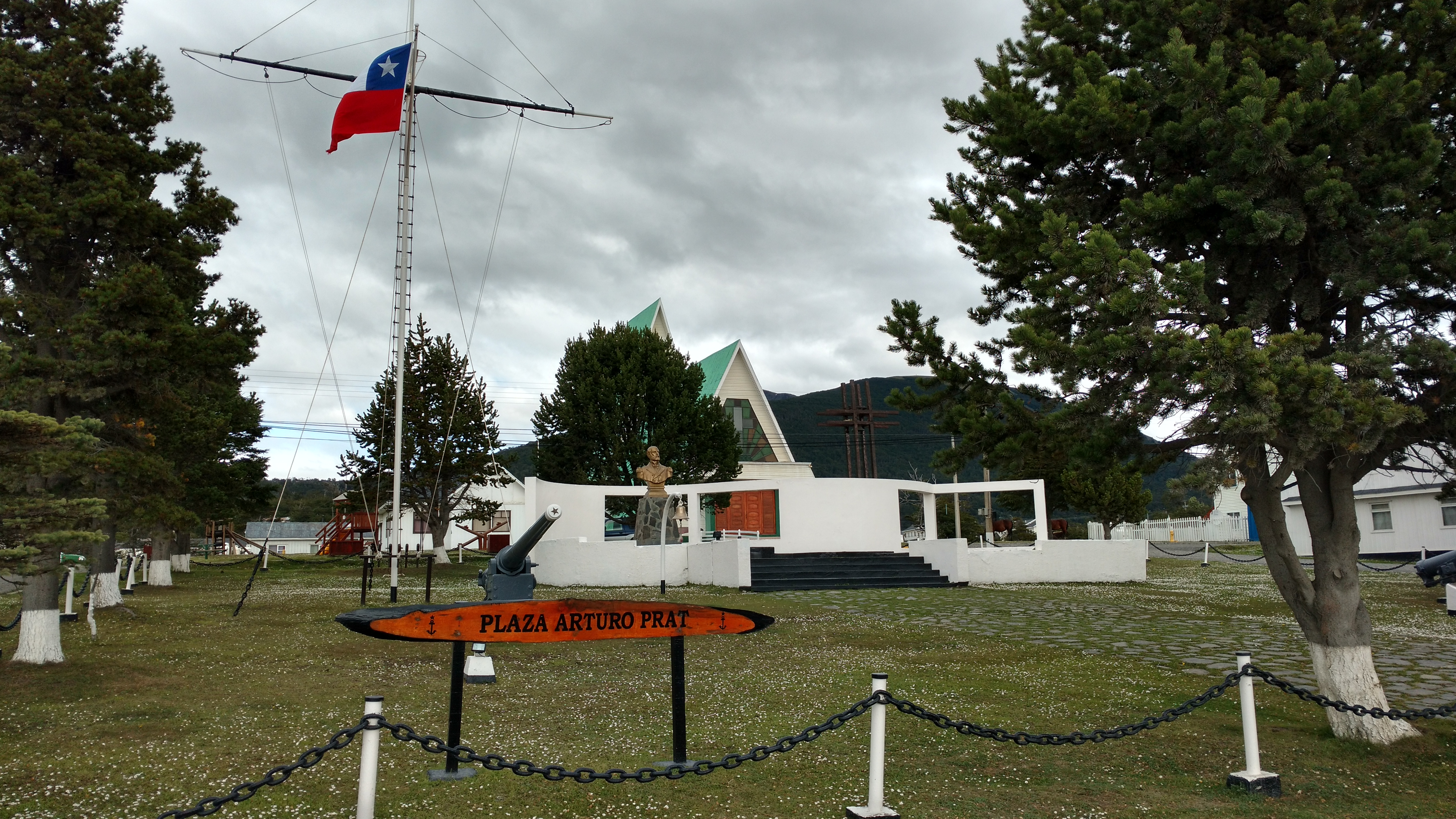
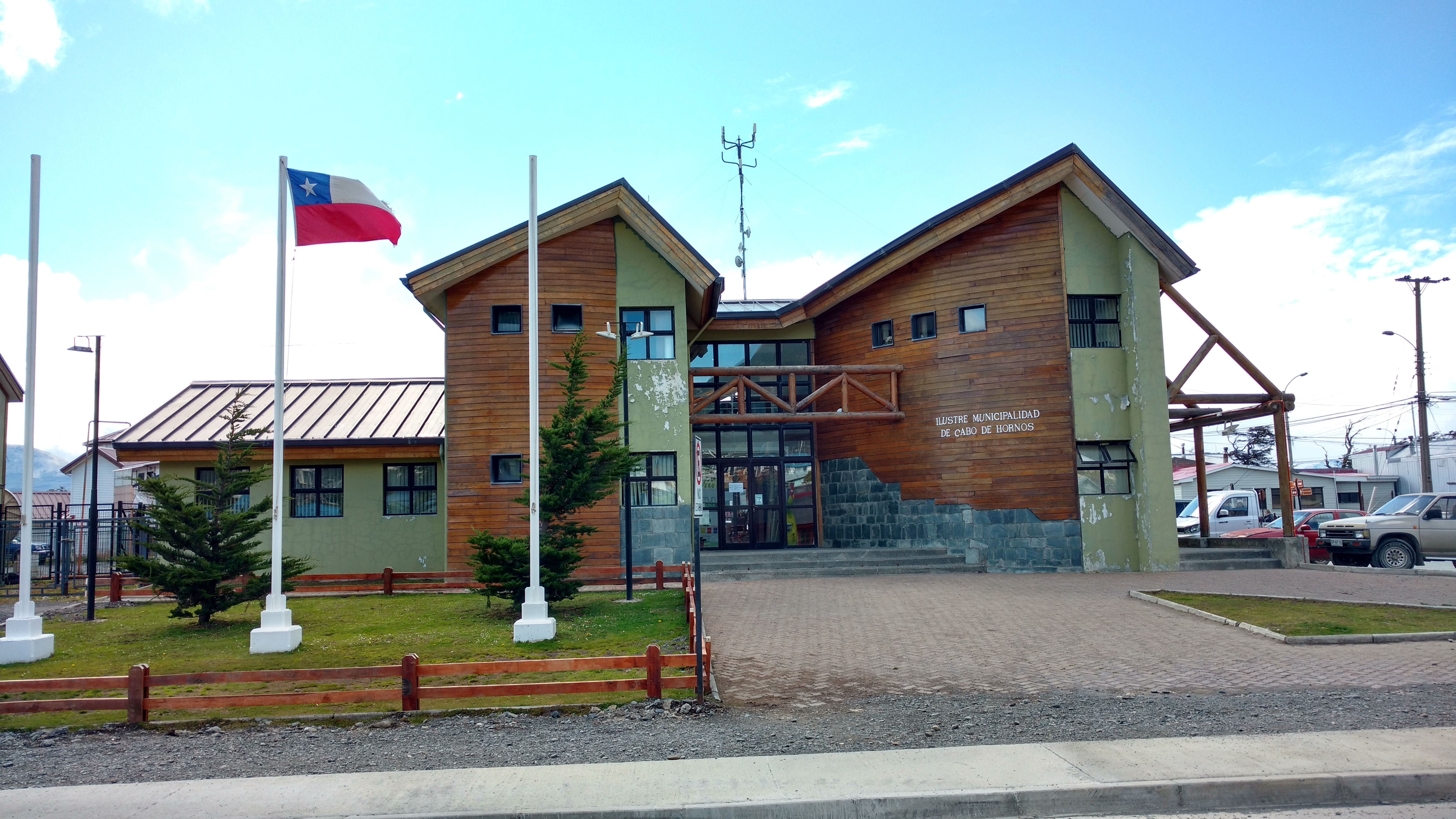
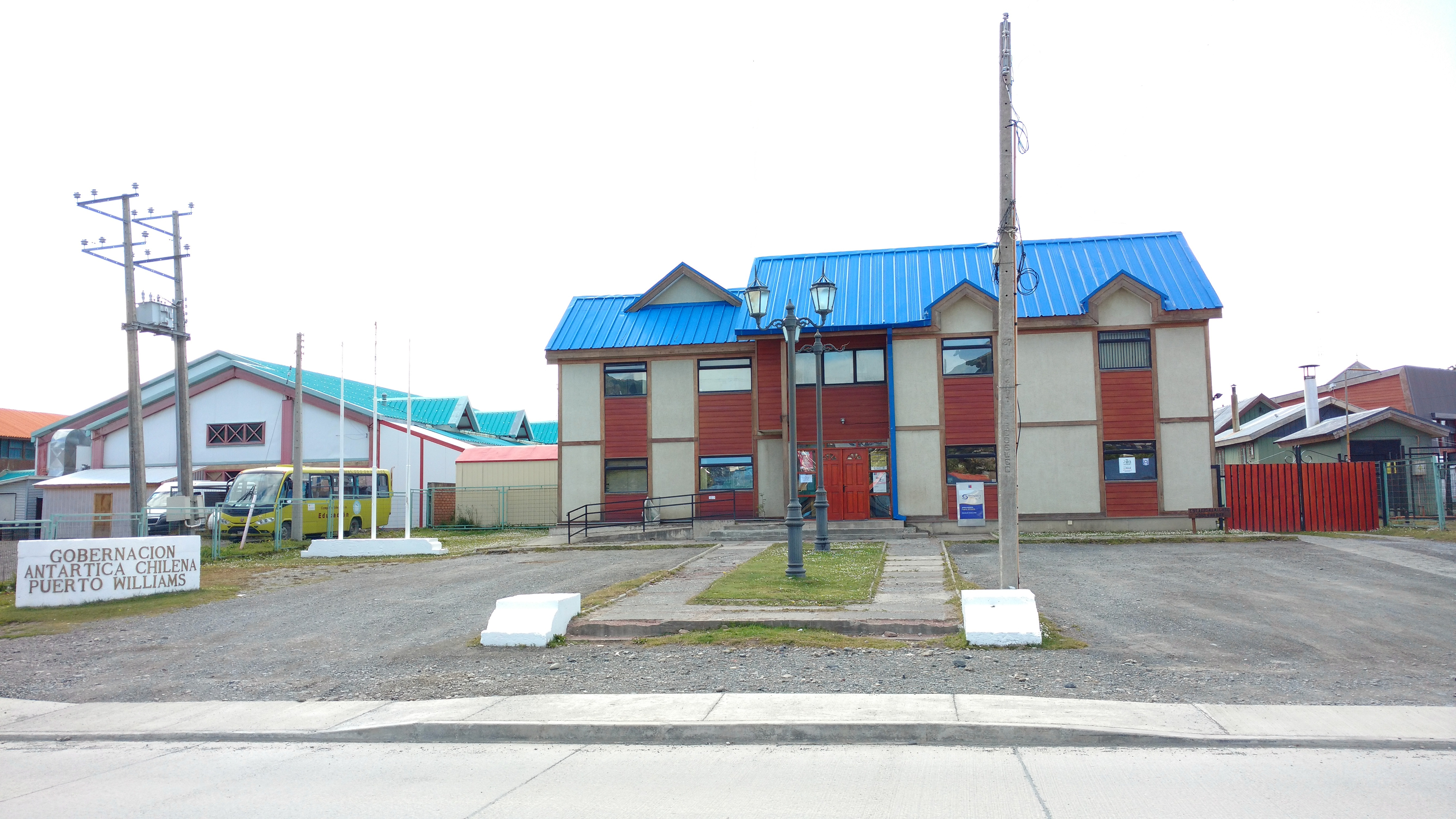
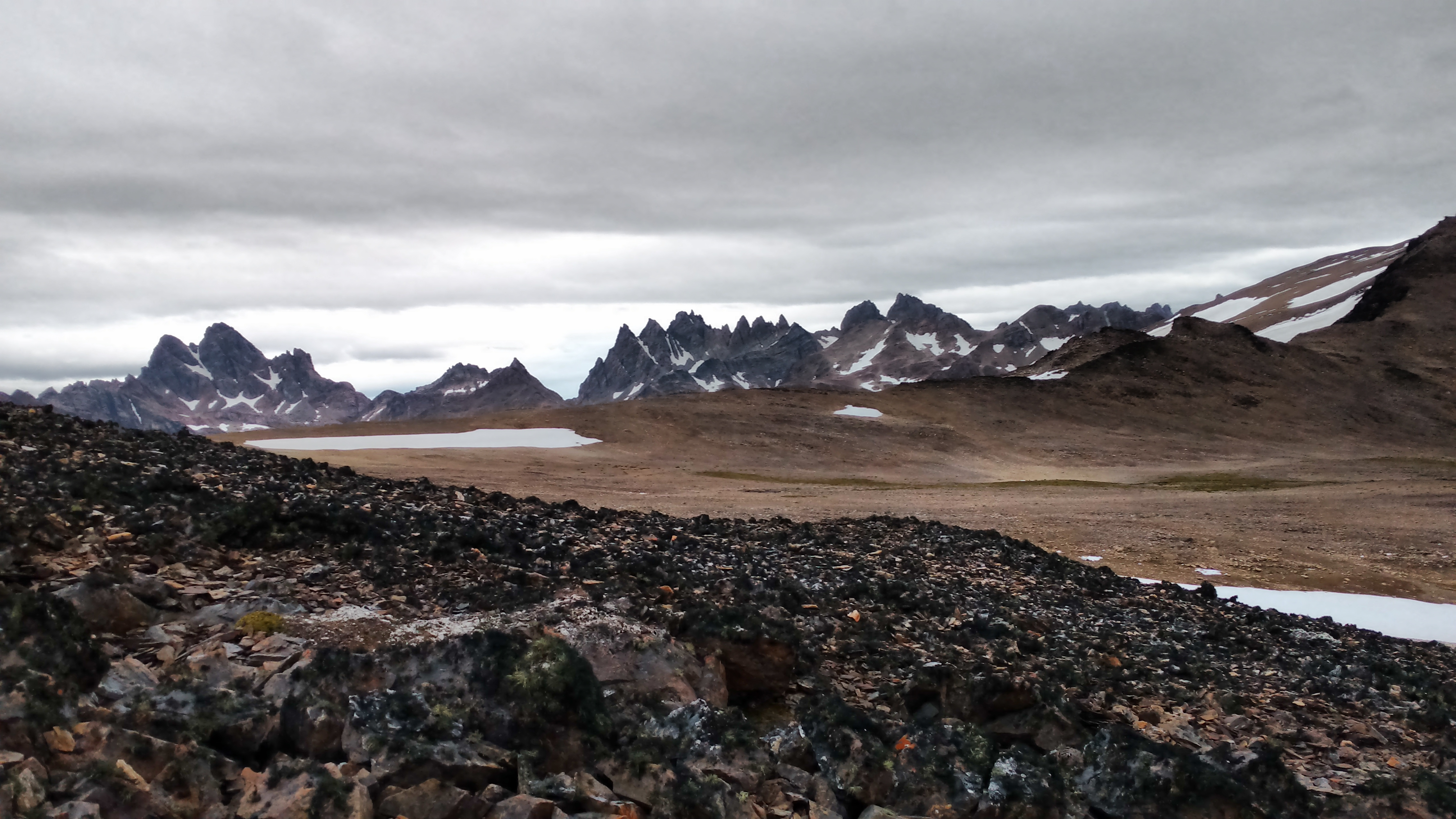
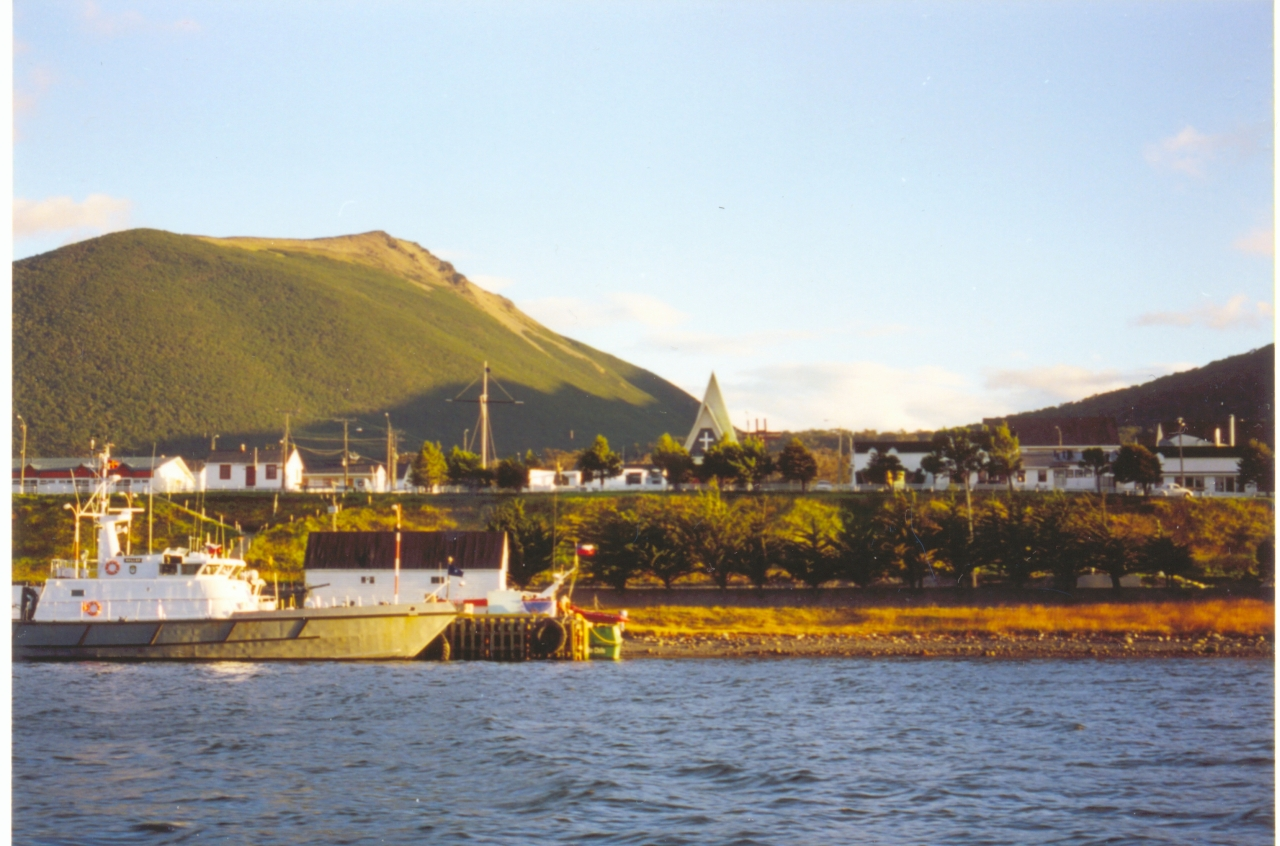
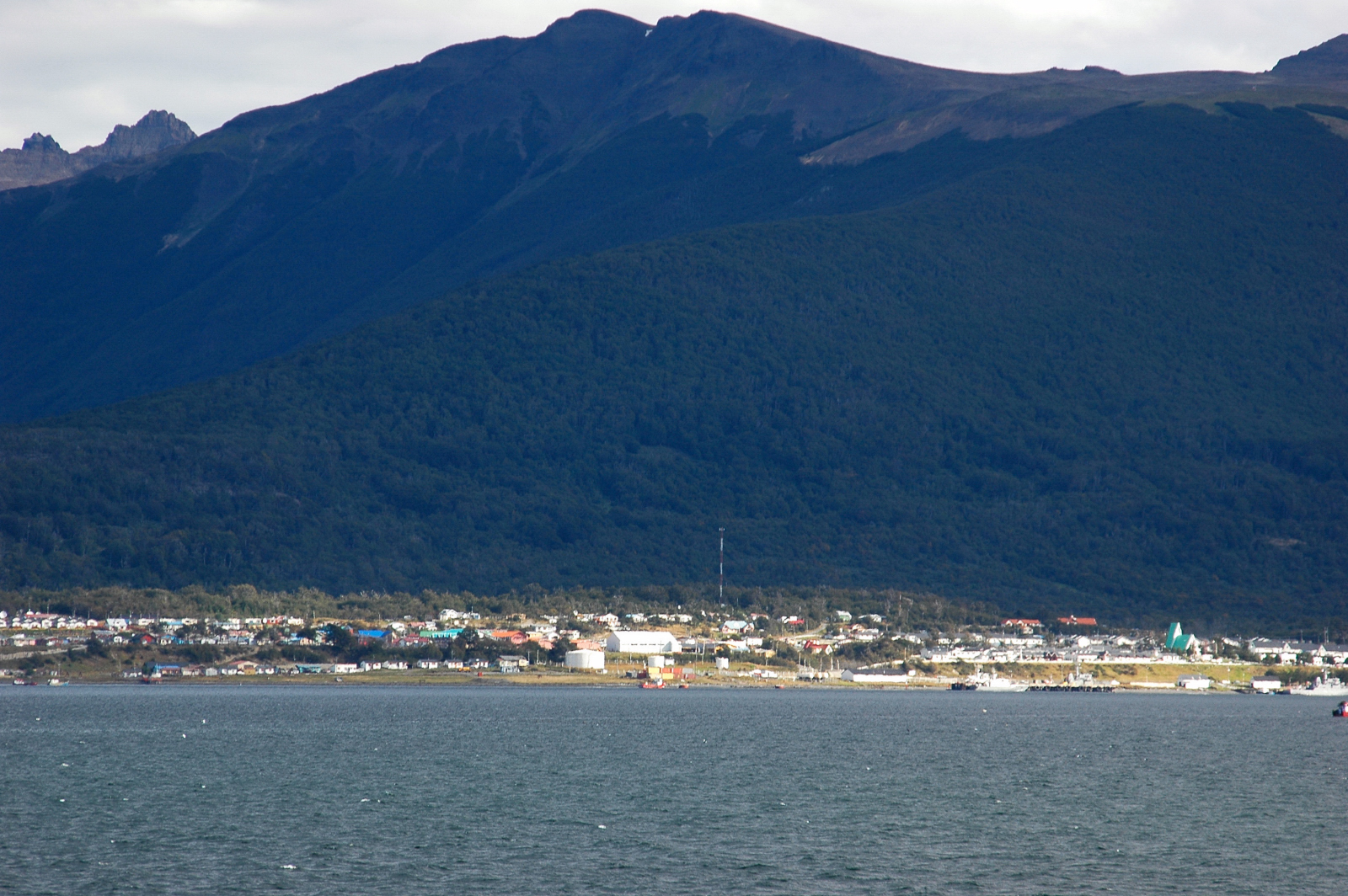
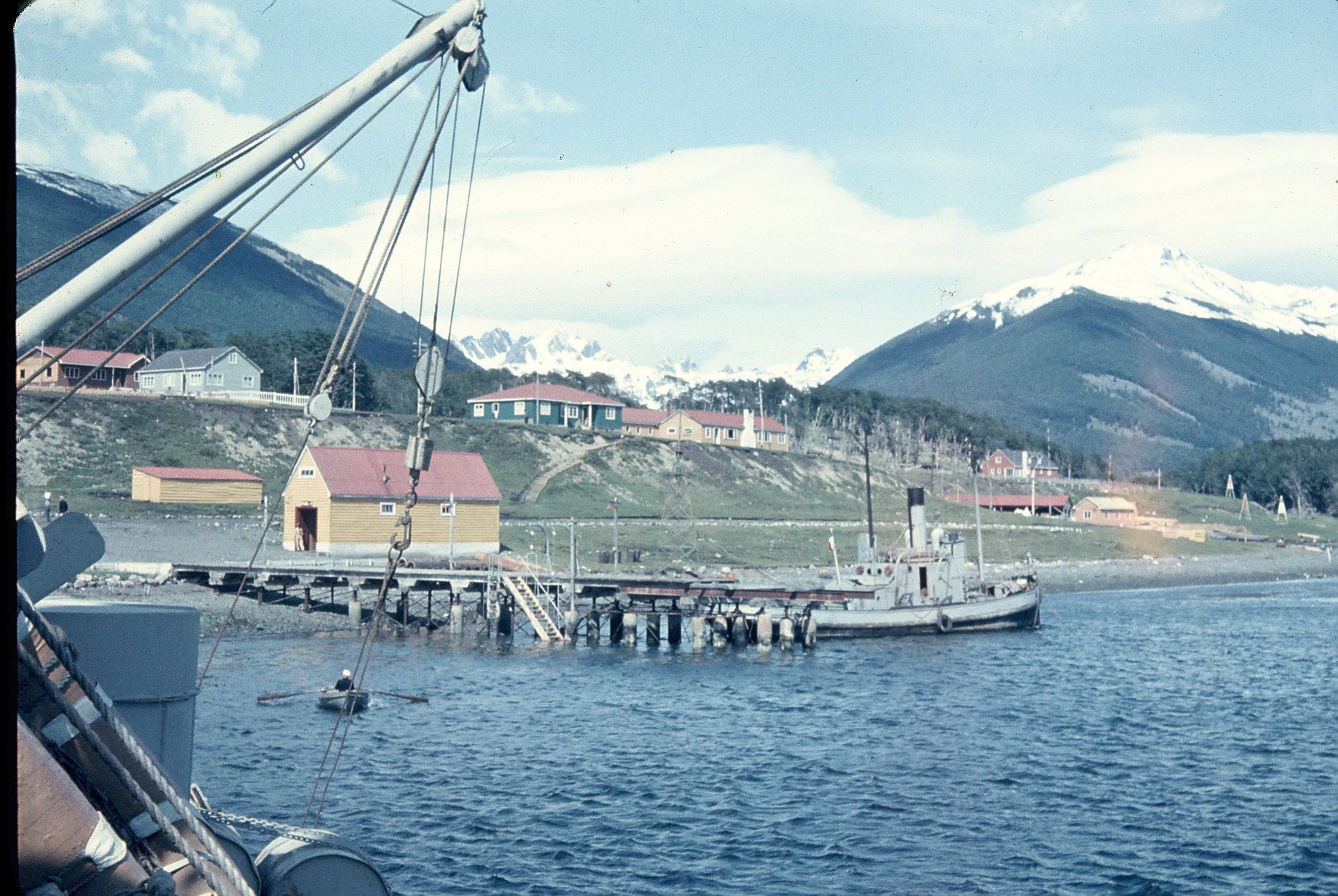
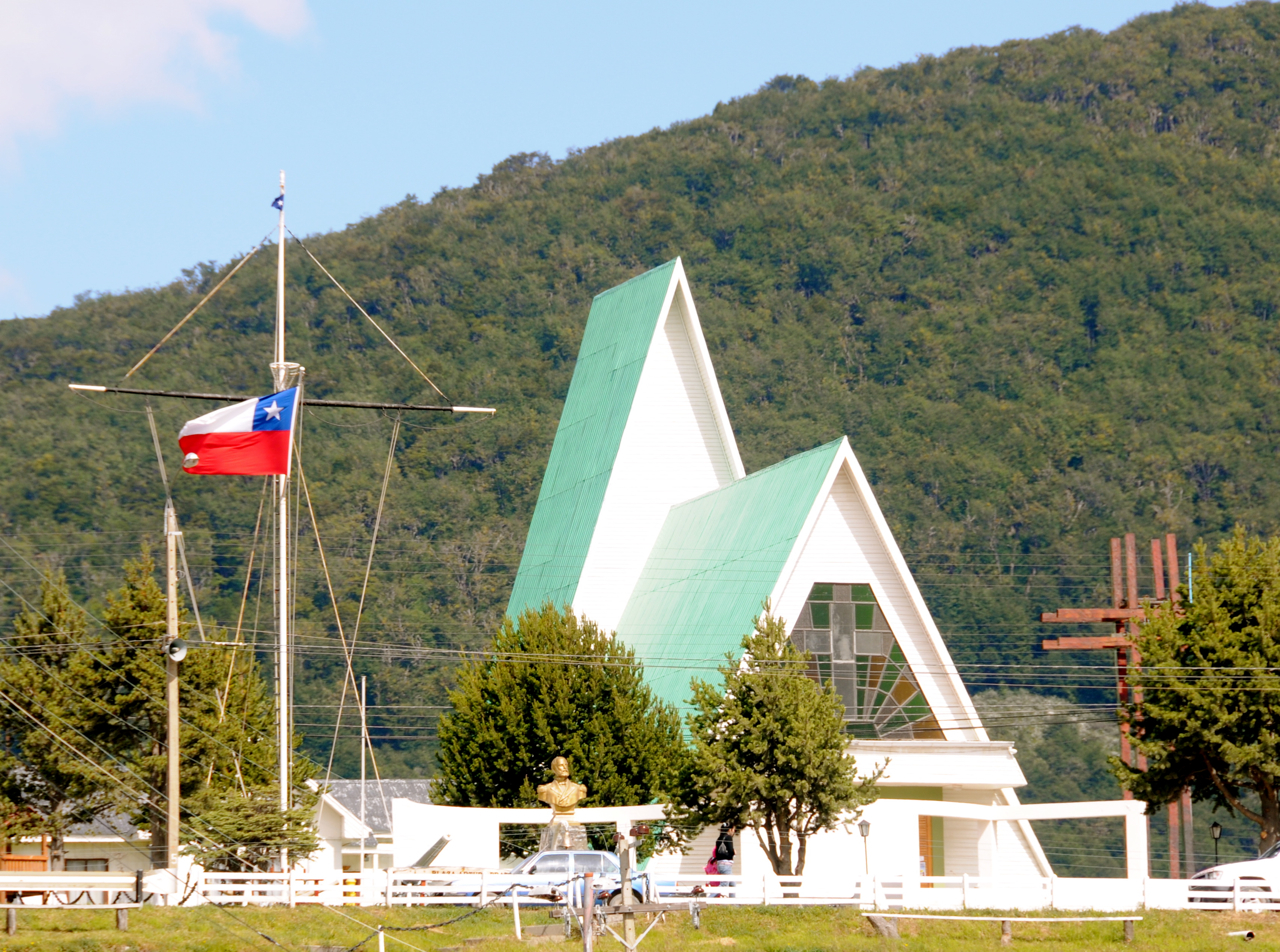
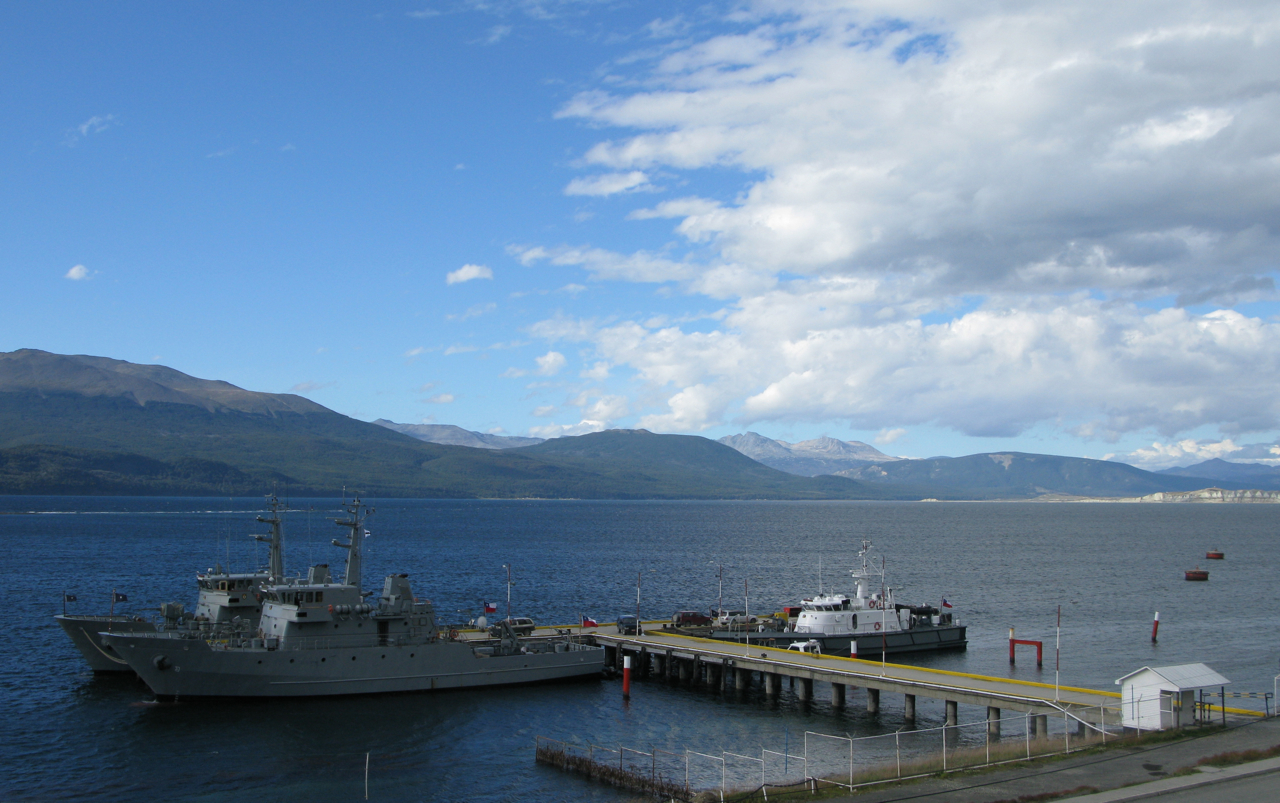
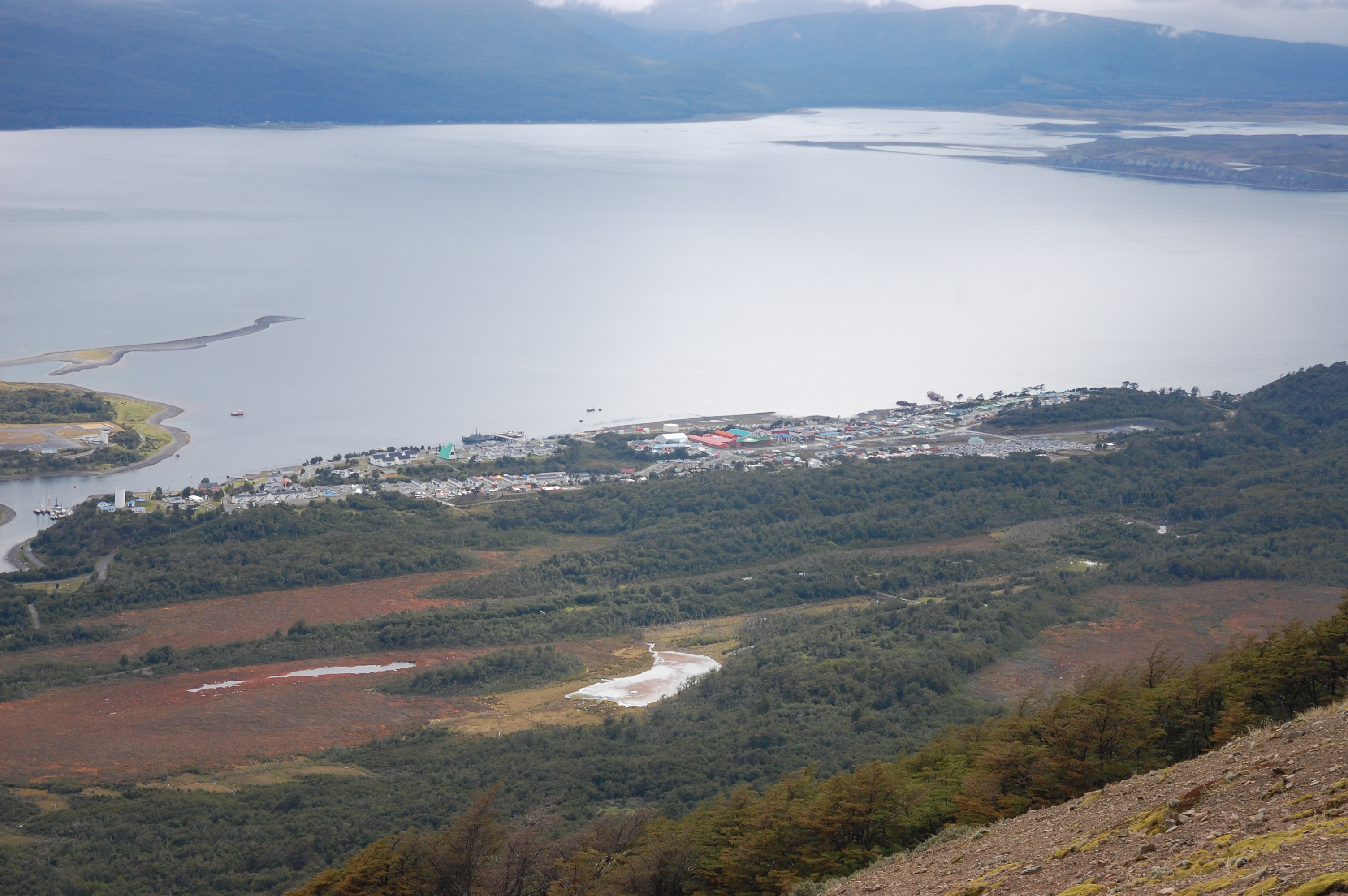